# اکسل وگنر
اکسل وگنر (آلمانی: Axel Wegner؛ زادهٔ ۳ ژوئن ۱۹۶۳) تیرانداز اهل آلمان بود.
از افتخارات وی میتوان به کسب مدال طلا تیراندازی اسکیت در بازی‌های المپیک تابستانی ۱۹۸۸ اشاره کرد.